# Rosenthal (Berlin)
Rosenthal, Berlin-Rosenthal – dzielnica (Ortsteil) Berlina w okręgu administracyjnym Pankow. Od 1 października 1920 w granicach miasta.